# Carme (Spagna)
Carme è un comune spagnolo di 674 abitanti situato nella comunità autonoma della Catalogna.